# Dabuxiletu
Dabuxiletu (kinesiska: 达布希勒图, 达布希勒图苏木) är en socken i Kina. Den ligger i den autonoma regionen Inre Mongoliet, i den norra delen av landet, omkring 480 kilometer nordost om regionhuvudstaden Hohhot.
Genomsnittlig årsnederbörd är 430 millimeter. Den regnigaste månaden är juli, med i genomsnitt 108 mm nederbörd, och den torraste är februari, med 3 mm nederbörd.